# Leontis (Phyle)
Leontis (altgriechisch Λεωντίς) war die vierte von zehn Verwaltungsregionen (Phylen), in welche Kleisthenes bei seinen Reformen am Ende des 6. Jahrhunderts v. Chr. die attische Halbinsel einteilte. Von den drei früheren Zonen Attikas beinhaltete Leontis die Trittyen Skambonidai (vom Stadtbereich), Hekale (vom Binnenland) und Phrearrhioi (vom Küstenbereich).
Aus dem Binnen-Demos Paionidai stammte der Dichter Kinesias; der südliche Küstendistrikt umfasste auch die äußerste Spitze der Halbinsel mit dem Poseidontempel in Sunion. Im antiken städtischen Bezirk Halimus – heute: Alimos – kam der Historiker und Feldherr Thukydides zur Welt.
Ihren Namen verdankte die Phyle dem mythischen Heros Leos, der seine Töchter opferte, um Athen während einer Hungersnot zu retten. Diesen Leoïden errichteten die Einwohner später in Kerameikos das Heiligtum Leokorion.